# La Graverie
La Graverie là một xã ở tỉnh Calvados, thuộc vùng Normandie ở tây bắc nước Pháp.

## Dân số
| Năm    | 1800 | 1851 | 1881 | 1911 | 1931 | 1946 | 1954 |
| ------ | ---- | ---- | ---- | ---- | ---- | ---- | ---- |
| Dân số | 774  | 975  | 804  | 691  | 665  | 583  | 548  |

| Năm | 1962 | 1968 | 1975 | 1982 | 1990  | 1999  | 2004  |
| --- | ---- | ---- | ---- | ---- | ----- | ----- | ----- |
| Dân số | 617  | 626  | 674  | 874  | 1.038 | 1.122 | 1.122 |
| From the year 1962 on: No double counting—residents of multiple communes (e.g. students and military personnel) are counted only once. 2004: Provisional population (annual survey). |      |      |      |      |       |       |       |

Recensement de 2004: